# Kinidine
Kinidine is een optisch isomeer van kinine. Het wordt net als kinine verkregen uit de bast van de kinaboom (Cinchona officinalis) en verwante planten. Het is een alkaloïde met een geneeskrachtige werking als antiaritmisch middel bij bepaalde vormen van hartritmestoornissen. Het behoort tot de antiaritmica van klasse 1 omdat het de natrium- en kaliumstroom door celmembranen blokkeert. Daardoor vermindert de spontane activiteit (= automatie) en prikkelbaarheid van het hart, en wordt de periode dat het hart in het geheel niet prikkelbaar is langer.
Kinidine is ook werkzaam tegen bepaalde vormen van malaria; het doodt de schizonten van de malariaparasieten Plasmodium vivax en Plasmodium malariae, maar niet die van Plasmodium falciparum.
In geneesmiddelen met kinidine komt deze werkzame stof doorgaans voor als kinidinesulfaat, dit is het sulfaatzout van de kinidinebase met als formule (C20H24N2O2)2.H2SO4.2H2O, dus een dihydraat.
Kinidine wordt tegenwoordig niet vaak meer gebruikt omdat het uitgesproken bijwerkingen vertoont, en wisselwerkingen heeft met heel wat andere geneesmiddelen. Bijwerkingen zijn onder meer verlaging van de bloeddruk, braken, diarree, hartfalen of hartstoornissen, misselijkheid; en bij langdurig gebruik of bij overdosering cinchonisme, dit zijn vergiftigingsverschijnselen door kinine-derivaten: o.a. oorsuizen, gehoorstoornissen, hoofdpijn, duizeligheid en gezichtsstoornissen; het kan dodelijk zijn bij ernstige overdosering.

## Kinidine en Kinine
De structuur van de twee verbindingen lijkt heel veel op elkaar, het zijn stereo-isomeren. Het verschil in de structuur wordt gevormd door de oriëntatie van de substituenten aan de brug tussen de twee ringsystemen in vergelijking met die van de ethenylgroep:
In de zesring rechtsboven bevinden de brug naar de rest van het molecuul EN de ethenylgroep {\displaystyle {\ce {(-CH-CH2)}}} zich in kinine alle twee aan de bovenkant van de ring, in kinidine zit de ethenylgroep aan de bovenzijde, de brug aan de onderzijde.
|          |        |
| Kinidine | Kinine |